# Baring (Misuri)
Baring es una ciudad ubicada en el condado de Knox en el estado estadounidense de Misuri. En el Censo de 2010 tenía una población de 132 habitantes y una densidad poblacional de 398,17 personas por km².

## Geografía
Baring se encuentra ubicada en las coordenadas 40°14′41″N 92°12′21″O / 40.24472, -92.20583. Según la Oficina del Censo de los Estados Unidos, Baring tiene una superficie total de 0.33 km², de la cual 0.33 km² corresponden a tierra firme y (0.78%) 0 km² es agua.

## Demografía
Según el censo de 2010, había 132 personas residiendo en Baring. La densidad de población era de 398,17 hab./km². De los 132 habitantes, Baring estaba compuesto por el 100% blancos, el 0% eran afroamericanos, el 0% eran amerindios, el 0% eran asiáticos, el 0% eran isleños del Pacífico, el 0% eran de otras razas y el 0% pertenecían a dos o más razas. Del total de la población el 0% eran hispanos o latinos de cualquier raza.